# 阿拉斯加州众议院
阿拉斯加众议院（英語：Alaska House of Representatives）是美国阿拉斯加州议会的下議院，共有40名议员。议员任期2年，无连任限制。其議事地點位于州府朱諾的阿拉斯加州议会大厦。